# وادي الكنز
وَادِي الكَنْز قرية تقع في معتمدية الزريبة بولاية زغوان بالوسط التونسي.

### مواضيع ذات علاقة
- معتمدية الزريبة.
- ولاية زغوان.